# Emmanuel Chabrier
Emmanuel Alexis Chabrier, född 18 januari 1841 i Ambert (Puy-de-Dôme), död 13 september 1894 i Paris, var en fransk tonsättare och pianist.

## Barndom och utbildning
Under sin barndom visade Chabrier stora anlag för musik och blev en förträfflig pianist. Hans far ville emellertid inte tillåta honom att studera musik. Han utbildade sig därför till jurist och fick en plats i inrikesdepartementet i Paris. Först då han närmade sig 40 år kunde han offra hela sin tid på musiken och blev kördirektor vid Lamoureux-konserterna. Han hade då redan år 1877 haft framgång med operetten L'étoile och år 1879 med Une éducation manquée. Trots sina andra göromål hade han också skaffat sig en glänsande musikteoretisk utbildning, väsentligen på egen hand. År 1877 fick Chabrier uppfört sitt mästerverk, operan Le roi malgré lui. I orkesterrapsodin España (1883), komponerad efter ett kort uppehåll i Spanien, möter man Chabriers mest karakteristiska egenskaper, men inget av de nämnda verken tog hans samtid på allvar. Han försökte med en annan genre, målning. Hans stora och allvarliga lidelse var de impressionistiska målarna. Chabrier hade en förnämlig tavelsamling och förstod sig på målarkonst.

## Karriär och eftermäle
Efter en resa till München 1879 tillsammans med tonsättarkollegan Henri Duparc, där han hörde Wagners opera Tristan och Isolde, blev han dessutom lidelsefull wagnerian, och det till den grad att han skrev ett mycket allvarligt musikdrama Gwendoline, till en utpräglat wagnerinspirerad text. Chabriers stora dramatiska talang förnekade sig inte heller. Musiken till Gwendoline är mycket personlig och vacker, men han visar sig inte där från sin mest karakteristiska sida. Detsamma gäller det efterlämnade verket i samma stil, den första akten av operan Briséïs. Det är och förblir den muntra genren, som visar Chabriers verkliga storhet.
Den allmänna uppfattningen dåförtiden var, att Chabriers musik var skämtsam och lättvindig underhållning och inte något annat, och denna syn blev avgörande för hans position, inte bara medan han levde utan långt in på 1900-talet. Chabriers levande musik är en fortsättning av Bizets linje i fransk musik. Hans utpräglade, egenartade rytmer och melodiernas insmickrande charm och sötma gör honom till en av de mest sympatiska och mest typiska franska kompositörerna. Under sin livstid fick han inte det erkännande han förtjänade, men omkring år 1920 sökte tonsättargruppen Les Six anknyta till Chabriers musik. Han blev en av dem, som visade vägen fram, bort från impressionismens halvmörker och dimma. Bland Chabriers många beundrare var också Stravinskij, som pekade på att Chabrier i dessa svåra tider hade förmått bevara den dramatiska konstens sunda tradition.

## Verk i urval
Verk för orkester:
- España (1883)
- Joyeuse Marche (1888)
- Suite pastorale (1888)

Verk för piano:
- Julia, valse, op.1 (1857)
- Le Scalp (1861)
- Trois valses romantiques pour 2 pianos (1883)
- Habanera, poème pour piano (1885)
- Bourrée fantasque (1891)
- Cinq pièces pour piano (1897)

Operor:
- Fisch-Ton-Kan (1875)
- L'étoile (1877)
- Une éducation manquée (1879)
- Gwendoline (1886)
- Le roi malgré lui (1887)
- Briséïs (1888-1891)